# Ivan Peko
Ivan Peko (sinh 5 tháng 1 năm 1990) là một cầu thủ bóng đá Croatia đến từ NK Široki Brijeg, Bosnia và Herzegovina. Anh khởi đầu sự nghiệp ở HŠK Zrinjski Mostar và chuyển đến Dinamo Zagreb năm 2007.
Hiện tại anh thi đấu cho HŠK Zrinjski Mostar. Sau 8 năm, anh trở về câu lạc bộ quê nhà và ký bản hợp đồng 2 năm đến 30 tháng 7 năm 2017.